# Городские легенды (сборник рассказов)
«Городские легенды» (Dreams Underfoot) — сборник рассказов канадского писателя-фантаста Чарльза де Линта. Сборник под оригинальным названием «Сны под ногами: Ньюфордская коллекция» (англ. Dreams Underfoot: The Newford Collection) был опубликован в Нью-Йорке в 1993 году. На русском языке, в переводе Н.Масловой, сборник выпущен издательством «Азбука-классика» в 2005 году.

## Содержание сборника «Городские легенды»
Открывается сборник эпиграфом — строкой из стихотворения Уильяма Батлера Йейтса «Он жаждет небесного плаща»: Ступайте легче, ибо вы ступаете по снам моим. (англ. Tread softly because you tread on my dreams).

Charles de Lint, «Dreams Underfoot: The Newford Collection» — обложка первого издания сборника на английском языке (Tor, 1993, ISBN 0-312-85205-3)

| Страница | Название рассказа            | Оригинальное название              |                             |
| -------- | ---------------------------- | ---------------------------------- | --------------------------- |
| 7        | Терри Уиндлинг. Предисловие  | Терри Уиндлинг. Предисловие        | Терри Уиндлинг. Предисловие |
| 13       | Птичий рынок дядюшки Доббина | Uncle Dobbin’s Parrot Fair         |                             |
| 47       | Барабан из камня             | Stone Drum                         |                             |
| 82       | Прыжок во времени            | Timeskip                           |                             |
| 102      | Езда без правил              | Freewheeling                       |                             |
| 128      | Ну и Польша                  | That Explains Poland               |                             |
| 149      | Романодром                   | Romano Drom                        |                             |
| 172      | Священный огонь              | The Sacred Fire                    |                             |
| 188      | Зима была суровой            | Winter Was Hard                    |                             |
| 210      | Пожалейте чудовищ            | Pity the Monsters                  |                             |
| 229      | Духи ветра и тьмы            | Ghosts of Wind and Shadow          |                             |
| 268      | Чародей                      | The Conjure Man                    |                             |
| 293      | Маленькая смерть             | Small Deaths                       |                             |
| 322      | Луна тонет, пока я сплю      | The Moon Is Drowning While I Sleep |                             |
| 348      | В доме врага моего           | In the House of My Enemy           |                             |
| 381      | Не было бы счастья           | But for the Grace Go I             |                             |
| 402      | Мосты                        | Bridges                            |                             |
| 423      | Пречистая Дева озера         | Our Lady of the Harbour            |                             |
| 476      | Бумажный Джек                | Paperjack                          |                             |
| 518      | Таллула                      | Tallulah                           |                             |

## Рассказы, вошедшие в сборник

### Птичий рынок дядюшки Доббина
| Первая публикация — в ноябре 1987 года, в IASFM (Isaac Asimov’s Science Fiction Magazine). В рассказе переплетается несколько сюжетных линий. |

Эллен Брейди (англ. Ellen Brady), читая книгу рассказов «Как вызывать ветер», написанную её другом, шотландцем и мифосказочником Кристи Риделлом (англ. Christy Riddell), погружается в мир вымысла и вспоминает, что сама когда-то видела в сумерках летящих по городским улицам Круглых Людей… Вот уже некоторое время она их не видит, и начинает думать, что всё это лишь её фантазии. Но этим вечером странное предчувствие таинственного не даёт ей усидеть на месте: она выходит из дому, и встречает панкующего подростка по имени Перегрин Лори (англ. Peregrin Laurie), жестоко избитого пьяной компанией. Лори тоже знать не хочет ни о каком волшебстве — несмотря на то, что вот уже пару недель, с того самого момента, как он сбежал из дома, за ним по пятам ходит бугер — отвратительная зубастая тварь, на вид — прямиком из кошмарной сказки…
Студентка-художница Джилли Копперкорн (англ. Jilly Coppercorn) беседует со своим профессором, Брэмли Дейплом (англ. Bramley Dapple). В книге Кристи Риделла профессор назван волшебником, а его малорослый домоправитель Гун — гоблином. Профессор утверждает, что, помимо мира, который все мы воспринимаем определённым образом, согласно устоявшемуся негласному договору, есть мир, который мы не видим, потому что договорились его не видеть. И именно в этом мире живут существа и бытуют явления, которые мы называем феями, призраками, чародейством, мороком и так далее. Но они от этого не становятся менее реальными, чем мы. (Собственно, весь разговор Джилли и профессора преподнесён как рассказ «Семь суббот на неделе», который в числе прочих читает Эллен Брейди).
Тимоти Джеймс Доббин, по прозвищу Дядюшка (англ. Timothy James Dobbin) — бывший матрос, хозяин особого зоомагазинчика: как обнаруживает подрабатывающая у него по выходным 16-летняя Нори Верт (англ. Nori Wert), за год ни одна птица из магазинчика продана не была, и посетители, как ни странно, только заходят, осматриваются, но никогда даже не спрашивают о стоимости птиц. Нори напрямую спрашивает Доббина о причине этой странности, и тот спокойно отвечает: потому что птицы эти — волшебные. Но Нори не верит в волшебство — и стоит ей об этом сказать, ещё одна птица пополняет Дядюшкину коллекцию… (Собственно, весь разговор Доббина и Нори преподнесён как рассказ «Птичий рынок дядюшки Доббина», который в числе прочих читает Эллен Брейди).
Бугер, выслеживавший Перегрина Лори, которого приютила Эллен Брейди, подстерёг их обоих в сумерках на пляже. И Эллен поняла, что кое-какие сведения из вроде бы нафантазированных историй Кристи Риделла и её собственных воспоминаний — не просто правда, а единственное оружие, которое она может противопоставить ночному кошмару.

### Барабан из камня
| Первая публикация — в 1989 году, в виде книжки-малышки (chapbook), выпущенной издательством Triskell. Переиздавался в журнале IASFM (1992), сборниках Dreams Underfoot (1994, издательство Tor), Dreams Underfoot (2003, издательство Orb), The Very Best of Charles de Lint (2010, издательство Tachyon Publications).. |

Джилли Копперкорн, молодая художница, искавшая в подземном Старом городе подходящий фон для новой картины, нашла великолепно орнаментированный каменный барабанчик. В поисках сведений о нём она обратилась к профессору Брэмли Дейплу, и тот озадачил её заявлением, что это, вероятнее всего, произведение малорослых гоблинов — скокинов, обитающих в подземном Ньюфорде. А скокины славятся дурным характером, что подтверждается рассказом «Человек с обезьяной» из сборника «О тех, кто под кручей и ещё круче» писателя-фольклориста Кристи Риделла: человека, укравшего у зловредных обитателей подземелья золотое яблоко, «в конце рассказа по кусочкам собирали в парке Фитцгенри…». Джилли испытывает некоторую нервозность, которая усиливается из-за странного поведения домоправителя профессора, Олафа Гунасекара (или попросту Гуна — Olaf Goonasekara aka Goon), который, по словам Брэмли, и сам, похоже, из гоблинов. В поисках поддержки Джилли обращается к подруге, флейтистке Мэран Келледи (англ. Meran Kelledy), о которой всегда втайне думала не иначе как о дриаде. Мэран предлагает переночевать у неё, поскольку её муж, арфист Сирин, уехал в соседний город, чтобы дать мастер-класс игры на арфе. А ночью дом Мэран окружают разъярённые скокины, и Джилли узнаёт, что на ней — их метка, и не избежать ей теперь спуска в подземелья, чтобы вернуть каменный барабан малого народца.

### Прыжок во времени
| Первая публикация — в 1989 году, в антологии Post Mortem: New Tales of Ghostly Horror. Переиздавался в антологии The Year’s Best Fantasy and Horror: Third Annual Collection (1990, издательство St. Martin’s Press), в сборнике Hedgework and Guessery из серии «Author’s Choice Monthly» (1991, издательство Pulphouse Publishing), в антологии Post Mortem: New Tales of Ghostly Horror (1992, издательство Dell Abyss), в сборнике Dreams Underfoot (1994, издательство Tor), в антологии Tales in Time (1997, издательство White Wolf Publishing), в сборнике Dreams Underfoot (2003, издательство Orb), в сборнике The Very Best of Charles de Lint (2010, издательство Tachyon Publications). |

Саманта Рей (англ. Samantha Rey) всякий раз во время дождя видит идущего по улице призрака. Это молодой человек, который проходит по улице туда-сюда и тает возле уличного фонаря напротив особняка Хэмилов.
Джорди Риделл (англ. Geordie Riddell), брат писателя Кристи Риделла, уличный скрипач, влюблён в Саманту Рей, продавщицу из музыкального магазина «Джипси рекордз», но ему никак не хватает смелости признаться ей в этом. Его приятельница Джилли Копперкорн ставит перед ним ультиматум: либо Джорди идёт и приглашает Саманту на свидание, либо Джилли сама ей всё расскажет. Джорди поддаётся напору Джилли и приглашает Саманту, которая, как оказалось, давно только этого и ждала. Джорди и Саманта начинают встречаться, и девушка рассказывает ему о призраке. Её тянет разгадать загадку призрачных явлений, но когда Джорди рассказывает об этом Джилли, та предостерегает: никто не знает, что может случиться, если заговорить с блуждающим призраком, или коснуться его. Джорди знакомит Джилли с Самантой, друзья весело проводят время вместе, но однажды, когда они втроём возвращаются из клуба, начинает моросить, и под дождём они видят призрака. Саманта увлекает Джорди за собой и, несмотря на предостерегающий крик Джилли, дотрагивается до рукава духа, тем самым изменяя реальность.

### Езда без правил
| Первая публикация — в 1990 году, в журнале Pulphouse: The Hardback Magazine (Issue 6). Переиздавался в антологии The Year’s Best Fantasy and Horror: Third Annual Collection (1991, издательство St. Martin’s Press), в сборнике Dreams Underfoot (1994, издательство Tor), в сборнике Dreams Underfoot (2003, издательство Orb), в сборнике The Very Best of Charles de Lint (2010, издательство Tachyon Publications). В 1991 году рассказ был выдвинут на премию Aurora Award в номинации Best Short-Form Work in English. |

Дождливым вечером две подруги, свободная художница Джилли Копперкорн и архитектор Сьюзан Ашворт (англ. Susan Ashworth), рассуждали о музыкальных пристрастиях, как вдруг звонок из полиции нарушил их идиллическое времяпрепровождение. Звонил один из многочисленных знакомых Джилли, бездомный парнишка по прозвищу Цинк (англ. Zinc). Его задержали на улице с кусачками в руках, в квартале где разом исчезли все велосипеды — хозяевам остались только срезанные замки да цепи на асфальте. Полиция подозревает Цинка в пособничестве по угону велосипедов, но глава следственного подразделения, Лу Фучери (англ. Lou Fucceri), другой знакомый Джилли, после беседы с подругами соглашается отпустить парня под залог, поскольку улики только косвенные; главным же аргументом за невиновность Цинка является заявление самого юноши о том, что он освободил прикованные велосипеды, дабы те последовали «за их духовным вождём, который поведёт их домой, в тайное место, известное только ему». Фучери и Сьюзен убеждены, что у парня с головой не всё в порядке, и это плохо, Джилли же уверена, что нет ничего страшного в том, что он живёт в мире фантазий — там ему куда лучше, чем в реальности, в которой Цинка ещё в шестилетнем возрасте сбросил с лестницы сутенёр его матери-проститутки. Фучери предупреждает Джилли, что Цинку лучше перестать «отпускать велосипеды», иначе следующий визит в полицию окончится для юноши арестом. Девушки провожают Цинка на чердак заброшенного дома, где он живёт, и просят сидеть дома, никуда не уходить. Цинк обещает им это. Но следующей ночью он снова слышит зов пленённого искусства, зов стреноженных велосипедов, и выходит из дома навстречу судьбе.

### Ну и Польша
| Первая публикация — в 1998 году, в журнале Pulphouse: The Hardback Magazine (Issue 2). Переиздавался в сборнике Dreams Underfoot (1994, издательство Tor), в сборнике The Newford Stories (1999, издательство Science Fiction Book Club), в сборнике Dreams Underfoot (2003, издательство Orb). |

Восклицание «Ну и Польша!» к месту и не к месту потребляла мать Лори Снеллинг, «неисправимая сталинистка», которая «свято верила: какие бы тревожные известия ни приходили из Польши и от Солидарности, всё это происки ЦРУ, наркоманов, драже „М&Мs“, телесериалов… короче, причина в чём угодно, только не в реальных противоречиях между поляками и их совсем не демократическим режимом. Дошло до того, что она восклицала „Ну и Польша!“ по поводу и без повода, не обращая внимания, существует ли вообще какая-нибудь мыслимая связь между предметом разговора и положением дел в этой стране. Скоро её любимое присловье вошло в привычку у всей семьи, так что и сами Снеллинги, и все их друзья и знакомые повторяли его a proposito, просто так, к слову».
Рассказ ведётся от лица ЛаДонны Да Коста (англ. LaDonna Da Costa), девушки из ньюфордского испанского квартала, которая дружит с упомянутой Лори Снеллинг (англ. Lori Snelling). ЛаДонна, Лори и Рут, три подружки, в конце рабочей пятницы сидят в кафе «Гнездо мартышки» (англ. The Monkey Woman's Nest), и Лори вычитывает в городской газете, что в районе Верхний Фоксвилль видели сасквоча (или бигфута, что, впрочем, одно и то же: означает огромного обезьяноподобного человека). Лори загорается идеей устроить фотоохоту на диковину, но ЛаДонна против — ей вовсе не улыбается шариться в поисках мифического создания по опасному району, где слишком много бомжей, беспризорных, байкеров из анархического клуба «Драконы Дьявола» и прочих маргинальных личностей. После долгих уговоров девушки всё-таки отправляются на поиски бигфута. Девушки разделяются для удобства исследования; ЛаДонна говорит, что отправится в самую заброшенную часть района — в Катакомбы (на самом же деле планирует тайком вернуться и проследить за Лори, которую подозревает в намерении разыграть подруг). И впрямь: Лори она выслеживает в компании её приятеля Байрона Мерфи, принёсшего сумку с костюмом обезьяны. Потихоньку сфотографировав из окна заброшенного дома напротив переодевание Байрона в костюм, ЛаДонна собирается отправляться к условленному месту встречи подруг, но, выйдя из задней двери дома, натыкается прямо на того, кого они и искали…

### Романодром
| Первая публикация — в 1989 году, в журнале Pulphouse: The Hardback Magazine (Issue 5). Переиздавался в сборнике Dreams Underfoot (1994, издательство Tor), в сборнике The Newford Stories (1999, издательство Science Fiction Book Club), в сборнике Dreams Underfoot (2003, издательство Orb). |

Лорио Манн (англ. Lorio Munn), вокалистка панк-группы «Без монахинь» (англ. No Nuns Here), отправляется домой после вечернего пятничного выступления в клубе. Тихий стон из тёмного переулка привлекает её внимание; чуть поколебавшись, девушка входит в тени и обнаруживает странное существо, назвавшее своё имя — Элдери (англ. Elderee). Испуганная Лорио никак не может понять — то ли это человек в костюме обезьяны, то ли… говорящий орангутан. Элдери опознаёт в девушке цыганку по крови и сбивчиво просит её увести его отсюда «известными её народу путями», либо «занять его место», ибо он ранен, а псы Махалая (англ. Mahail’s hound) идут по следу, чтобы добить его. И внезапно из ниоткуда появляется чудовищный пёс — «помесь волка и гиены» со смертоносными клыками, как у саблезубого тигра; Элдери кричит, что это полрек и призывает девушку бежать, но та, совсем потеряв голову от ужаса, с размаху бьёт тварь своей гитарой и чудом ломает ему шею. Затем Лорио бросается на поиски бас-гитариста своей группы, Терри Диксона, и с его помощью отвозит Элдери в зоопарк на лечение. Той же ночью во сне Лорио приходит страшный охотник по имени Дорн и мановением руки швыряет её в бездну, в пасть Махалая. Лорио избегает смерти, едва сумев проснуться. На следующий вечер после выступления девушку вновь тянет в тот самый переулок, и там её, уже наяву, настигает Дорн. Он втаскивает её в реальность сна, чтобы уничтожить, и Лорио приходится воззвать к древней памяти цыганской крови, чтобы противостоять ему, потому что она осознаёт: и её мир, и множество других соединяются в единое целое благодаря древним Сокрытым Путям, магическим Дорогам, проходя по которым Хранители, вроде Элдери и неё, поддерживают бытие, а Разрушители, подобные Дорну, — уничтожают, служа демону-пожирателю Махалаю.

### Священный огонь
| Первая публикация — в антологии Stalkers: All New Tales of Terror and Suspense (1989, издательство Dark Harvest). Переиздавался в антологии Stalkers (1990, издательство Roc/Penguin), в антологии Stalkers (1991, издательство Roc/SFBC), в журнале Author’s Choice Monthly: Issue 22 (1991, издательство Pulphouse Publishing), в антологии Stalkers (1991, издательство Severn House), в антологии Stalkers (1992, издательство Roc/Penguin), в сборнике Dreams Underfoot (1994, издательство Tor), в сборнике The Newford Stories (1999, издательство Science Fiction Book Club), в сборнике Dreams Underfoot (2003, издательство Orb). |

Ники Строу (англ. Nick Straw) прячется в кустарнике в парке Фитцгенри и наблюдает за Луэнн Сомерсон (англ. Luann Somerson). Она подобрала его в районе Катакомб, где он сидел, прикинувшись бомжом и выслеживал уродов (англ. Freaks). Луэнн — его бывшая однокурсница, она узнала его и ему ничего не оставалось делать, кроме как принять её приглашение на обед. Девушка считает, что Ники всего лишь «попал в затруднительные обстоятельства»; она и понятия не имеет, через что ему пришлось пройти на самом деле. За обедом он рассматривает её слишком пристально: он видит, как ослепительно горит её Огонь, который неминуемо привлечёт уродов. Луэнн становится не по себе и она просит объяснить, в чём дело. И Ники решается открыть ей, что среди людей по земле ходят уроды. «С виду они такие же, как ты да я, ну по крайней мере ночью так кажется, но они… они не люди. Они уроды. Не знаю, как они устроены и откуда взялись, но природа их точно не создавала. Они кормятся нами, нашими надеждами, снами, нашей жизненной силой. Они как… Ну, наверное, как вампиры, лучше сравнения не подберёшь. Увяжутся за тобой раз, и больше уже не стряхнёшь. Они от тебя не отстанут, пока не выжмут досуха… Я их убиваю. Понимаешь, они не люди. Просто похожи на нас, только лица у них сидят криво и в телах им неудобно, как в новом костюме или в слишком большой одежде. Они уроды. Их пища — огонь, который делает нас людьми».. Ошеломлённая этими откровениями, Луэнн начинает жалеть, что привела в дом, похоже, чокнутого маньяка, и Ники уходит, чтобы не запугать её до смерти. Но, вместе с тем, он решает защитить её, во что бы то ни стало. Откуда Луэнн знать, что уроды добрались до его жены и дочки, и с тех пор он мстит им, хотя их неизмеримо много таится среди живущих… Ники уже устал прятаться и преследовать, убивать и убегать. И вот он следит за Луэнн из кустов, и знает, что в опускающихся на землю сумерках один из уродов уже нацелился на «сияющую точно праздничный костёр» девушку.

### Зима была суровой
| Первая публикация — в журнале Pulphouse: The Hardback Magazine, Issue 10: Winter 1991 (1991, издательство Pulphouse Publishing). Переиздавался в антологии Tesseracts 4 (1992, издательство Tesseract Books), в сборнике Dreams Underfoot (1994, издательство Tor), в сборнике The Newford Stories (1999, издательство Science Fiction Book Club), в сборнике Dreams Underfoot (2003, издательство Orb), в сборнике The Very Best of Charles de Lint (2010, издательство Tachyon Publications). |

Художница Джилли Копперкорн вьюжным вечером в канун зимнего солнцестояния, невзирая на лютую стужу, отправляется в заброшенный район Ньюфорда, носящий прозвание Катакомбы. Её друг Джорди Риделл, недоумевает, зачем ей это, но для неё самой этот поход — своего рода дань памяти. Джилли отыскивает в переулке среди заснеженных развалин старый проржавевший автомобиль-«бьюик» и влезает в него, чтобы предаться воспоминаниям. В прошлом году в декабре, направляясь утром с предрождественским подарком в дом престарелых Святого Винсента, именно возле этого «бьюика» она встретила шестерых удивительных созданий — миниатюрных девушек с рыжими волосами и «сияющими синими искрами» глазами. Сначала она приняла их за бродяжек, затем сделала шутливое предположение, что это городские снежные эльфы (раз в декабре ходят чуть ли не в летней одежде — в футболках да лосинах), но после более близкого знакомства одна из них говорит ей — «Не эльфы, нет, но соседи мы добрые» (англ. “Not elves—but we are good neighbors“). Зовут девушек Нита, Эмми, Каллио, Юн, Пурспи и Бейб (англ. Nita, Emmie, Callio, Yoon, Purspie, Babe) (настоящих их имён Джилли не узнаёт; те, которыми они назвались, наградили их разные люди). Расставшись со смешливыми девчушками, очарованная Джилли рассказывает о них своему другу из дома престарелых — бывшему писателю Фрэнку Ходжерсу (англ. Frank Hodgers), и тот признаёт по её описанию и зарисовкам в блокноте, что это никто иные, как геммины (англ. gemmin): «Мало кто про них слышал. Мне про них бабушка рассказывала… домовые водятся в домах, а геммины — в разных других местах. Они — их духи-покровители, они собирают хорошие воспоминания и хранят добро этих мест. Только когда они уходят насовсем, там поселяются призраки и место становится дурным. Остаются только плохие воспоминания или вообще никаких, что в общем-то одно и то же. Уходят они из-за разных пакостей. В старину их могло спугнуть убийство или битва какая-нибудь. Сейчас ещё и загрязнение воздуха, земли, воды и прочее в том же духе. В ночь солнцеворота, зимой и летом, так же как в Вальпургиеву ночь или канун Дня всех святых, границы между нашим миром и их становятся особенно тонкими…». Джилли охватывает тоска: она понимает теперь, что имели в виду девушки, когда сказали ей, что «скоро — в полночь — уплывут». Два дня Джилли с упоением общается с волшебными созданиями, и наконец приходит канун зимнего солнцестояния, когда гемминам приходит пора покинуть мир людей.

### Пожалейте чудовищ
| Первая публикация — в антологии The Ultimate Frankenstein (1991, издательство Dell). Переиздавался в антологии The Ultimate Frankenstein (1992, издательство Dell / SFBC), в антологии The Ultimate Frankenstein (1992, издательство Headline), в сборнике Dreams Underfoot (1994, издательство Tor), в антологии Northern Stars: The Anthology of Canadian Science Fiction (1998, издательство Tor), в антологии The Ultimate Frankenstein (1998, издательство ibooks), в сборнике The Newford Stories (1999, издательство Science Fiction Book Club), в сборнике Dreams Underfoot (2003, издательство Orb). В 1992 году номинировался на World Fantasy Award как лучший фантастический рассказ года. |

Старуха бормочет о прожитой жизни и о своей красоте в юности, сожалея, что кроме неё ничего не имела — ни ума, ни таланта, с которыми стареть не страшно. Чудовище слушает её молча.
Снегопад заметает вечерний город, и Гарриет Пирсон (англ. Harriet Pierson), спеша в библиотеку, изо всех сил крутит педали своего велосипеда. На её пути возникает тёмная фигура, Гарриет от неожиданности выворачивает руль и врезается в поребрик. Вылетев из седла, она падает на гору мешков с мусором, оглушённая ударом. Гарриет видит, как над ней склоняется тот, кого она чуть не сбила, и её охватывает настоящий ужас, поскольку тот выглядит истинным созданием самого доктора Франкенштейна. Девушка теряет сознание, и великан подхватывает её.
Пришла в себя Гарриет в заброшенном доме под бесконечный бубнёж чьего-то голоса. Отправившись на поиски говорящего, девушка находит старуху по имени Анна Бодекер (англ. Anne Boddeker), которой больше по нраву, когда её называют Флорой (англ. Flora). Старуха объясняет, что Гарриет в Катакомбах, самом мрачном и опасном районе Ньюфорда, что принёсшее её сюда чудовище зовут Фрэнк (англ. Frank Cross), и что Фрэнк некогда был в сумасшедшем доме, в теперь он хочет завести семью. Оцепеневшая от нереальности происходящего девушка только и спрашивает, откуда Флоре всё это известно. «Так мы с ним в одном сумасшедшем доме были, — отзывается та. — Разве я тебе не сказала?». И продолжает: дескать, Гарриет — из тех самодовольных удачливиц, у которых всё есть, а кому-то везёт гораздо меньше. А справедливость требует делиться — и «отчего бы не подарить немного любви и нежности бедному одинокому чудовищу?». И под взглядами двоих сумасшедших Гарриет понимает, что ей сию минуту надо что-то сделать, иначе участь её будет незавидна…

### Духи ветра и тьмы
| Первая публикация — в виде книжки-малышки (chapbook) Ghosts of Wind and Shadow (1990, издательство Triskell Press). Переиздавался в виде книжки-малышки (chapbook) Ghosts of Wind and Shadow (1991, издательство Axolotl Press / Pulphouse Publishing), в сборнике Dreams Underfoot (1994, издательство Tor), в сборнике The Newford Stories (1999, издательство Science Fiction Book Club), в антологии My Favorite Fantasy Story (2000, издательство DAW Books), в сборнике Triskell Tales: 22 Years of Chapbooks. Charles De Lint (2000, издательство Subterranean Press), в сборнике Dreams Underfoot (2003, издательство Orb), в антологии My Favorite Fantasy Story (2004, издательство ibooks). |

По вторникам и четвергам Мэран Келледи давала уроки игры на флейте в Культурном центре района Кроуси — в подвале старой пожарной каланчи на Ли-стрит. После окончания очередного урока к Мэран подошла женщина, которая представилась как Анна Баттербери (англ. Anna Batterberry), мать Лесли (англ. Lesli), одной из учениц флейтистки. Мисс Баттербери показывает Мэран сочинение дочери: ученикам было задано эссе об этнических меньшинствах Ньюфорда, а Лесли написала… о старых богах, которые до сих пор втайне ходят по городским улицам меж людей, не замечаемые и забытые ими. Мисс Баттербери изнывает от беспокойства: дочь то и дело принималась рассуждать о феях и магии (пока вообще не прекратила общаться с матерью), а ведь никакого волшебства не существует! Анна просит поговорить с дочерью и вразумить её.
Запись в дневнике Лесли свидетельствует о том, что девочка с самого младенчества видит лепреконов и фей, живущих своей тайной жизнью в городских дворах и переулках.
Мэран и её муж, арфист Сирин (англ. Cerin Kelledy), обсуждают визит Анны и её неверие в фей, рассеяно наблюдая за тем, как в наступающих сумерках у корней дуба во дворе маленькие человечки разводят вечерние костры.
В дневнике Лесли появляется гневная запись о визите матери к Мэран и горькая жалоба на то, что приходится жить с зашоренными прагматичными родителями (мать «точно застёгнута на все пуговицы») — то ли дело была бабушка Нелл, которая видела фей и показывала их внучке. Но она, увы, умерла…
Анна Баттерби вновь приходит к Мэран (на сей раз домой), чтобы узнать, не у неё ли Лесли, и тут несчастную женщину застигает ошеломляющее осознание-воспоминание о том, что много лет назад у постели умирающей Эллен «Нелл» Баттербери (англ. Helen Batterberry aka Nell) Мэран и Сирил стояли в окружении фей и эльфов — и с того самого дня не изменились и ни на секунду не состарились!
В дневнике Лесли последняя запись: она берёт с собой дневник и флейту и уходит из дома. Накануне она познакомилась с симпатичной ярко одетой девушкой по имени Сьюзан, которая пообещала помочь устроиться на классную работу, где за вечер можно заработать аж 50 долларов!
Анна рассказывает об уходе дочери, и Сирин отправляется на поиски, расспрашивая по пути весь встречный Малый народец. И от них он узнаёт, что девушку, похожую по описанию на Лесли, увёл с собой парень с тёмной аурой — сутенёр Каттер (англ. Cutter)…

### Чародей
| Первая публикация — в антологии After the King: Stories in Honor of J. R. R. Tolkien (1992, издательство Tor). Переиздавался в антологии After the King: Stories in Honor of J. R. R. Tolkien (1992, 1993, 1994 и 2003, издательство Pan Books), в сборнике Dreams Underfoot (1994, издательство Tor), в сборнике The Newford Stories (1999, издательство Science Fiction Book Club), в сборнике Dreams Underfoot (2003, издательство Orb), в антологии The Very Best of Charles de Lint (2010, издательство Tachyon Publications). В 1992 году номинировался на World Fantasy Award как лучший фантастический рассказ года. |

Джон Уиндл (англ. John Windle), невысокий крепкий среброкудрый бородач лет 50-ти (или 70-ти) ездит по городу на старомодном красном велосипеде с толстыми чёрными шинами. Венди Сент-Джеймс (англ. Wendy StJames) доводится заговорить с ним однажды ярким сентябрьским днём, когда она присела на скамью в парке, что на берегу реки Кикаха. Девушка хотела записать пришедшее в голову стихотворение, но её отвлекло маленькое происшествие: мальчишки, забавляясь, швырнули палку в колесо пожилого велосипедиста, и тот слетел наземь неподалёку от Венди. Разговорившись с девушкой, Уиндл бесцеремонно суёт нос в её тетрадь со стихами и предлагает показать кое-что, что явно её заинтересует. Поколебавшись и не видя возможной угрозы со стороны ярко одетого старого чудака,Венди следует за ним. Они приходят на территорию университета Батлера (англ. Butler University) и огибают здание библиотеки имени Г.Смизерса (англ. G.Smithers Memorial Library). То, что хотел показать Венди старый Джон — срытая лужайка и пень от огромного могучего дуба, который велел срубить главный библиотекарь. Джон говорит: «Этот дуб был Деревом Сказок. Таких деревьев с каждым годом становится всё меньше и меньше… В ветвях этого дуба задерживались истории, которые приносил ветер, и с каждой новой историей он подрастал немного. Ему было десять тысяч лет, а люди просто пришли и спилили его». Рассказав Венди о мифах и историях, которые делают мир лучше, Джон уезжает. А девушка, задумчиво рассматривая пень, вдруг видит, как посреди него прорастает из крошечного побега величественное дерево — во всей былой красоте. Это всего лишь видение, но оно буквально переворачивает душу Венди. Девушка спешит на работу, на вечернюю смену в кафе «У Кэтрин» в Нижнем Кроуси. Её напарница-официантка — художница Джилли Копперкорн. Ночью после смены девушки сидят у реки и предаются воспоминаниям — как Венди, Джилли и ЛаДонна ходили на пикник с ночёвкой, как ЛаДонна рассказывала о встрече с бигфутом в Катакомбах, а Джилли — о столкновении со скокинами и знакомстве с гемминами. Венди рассказывает о встрече с Джоном, а её подруга предполагает, что Венди теперь должна посадить своё дерево. Девушки приходят ко пню, серебрящемуся в лунном свете, и Джилли находит там жёлудь, который отдаёт Венди. Та приходит домой и наконец вспоминает стихотворение, которое так трудно слагалось утром. Она записывает его на листке, которым оборачивает жёлудь, прежде чем посадить его в цветочный горшок. Всю осень и зиму Венди растит дубовый побег, рассказывая ему истории, а по весне решает отнести его и высадить в парке Фитцгенри, в уголке, посвящённом памяти поэта Джошуа Стэнхолда (этот уголок называли ещё Садами Силена — Silenus Gardens). И на исходе апреля с ней на улице вновь встречается чародей Уиндл, который подтверждает, что лучшего места для Дерева Сказок не найти.